# Universidad Católica de la Santísima Concepción
La Universidad Católica de la Santísima Concepción és una universitat tradicional i privada amb seu a la ciutat de Concepción. Va ser fundada el 1991 per l'Arxidiòcesi de Concepción. Té facultats de dret, Comunicació, Història i Ciències Socials, Educació, Ciències Econòmiques i Administratives, Enginyeria, Medicina, Institut Tecnològic, Institut de Teologia.